# Pardosa rainieriana
Pardosa rainieriana este o specie de păianjeni din genul Pardosa, familia Lycosidae, descrisă de Lowrie și Dondale, 1981. Conform Catalogue of Life specia Pardosa rainieriana nu are subspecii cunoscute.